# Münchingen (Adelsgeschlecht)

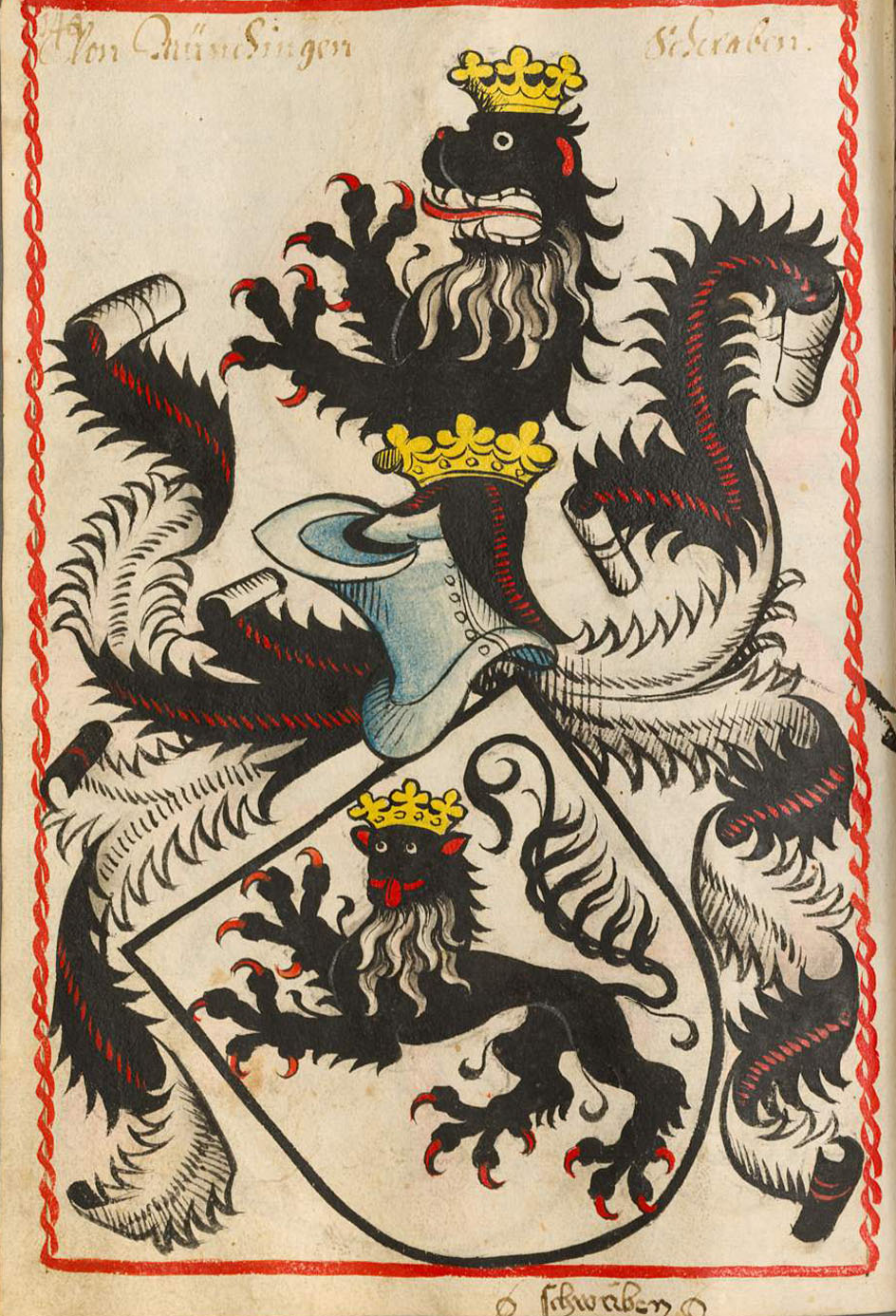
Wappen derer von Münchingen aus dem Scheiblerschen Wappenbuch (um 1480)

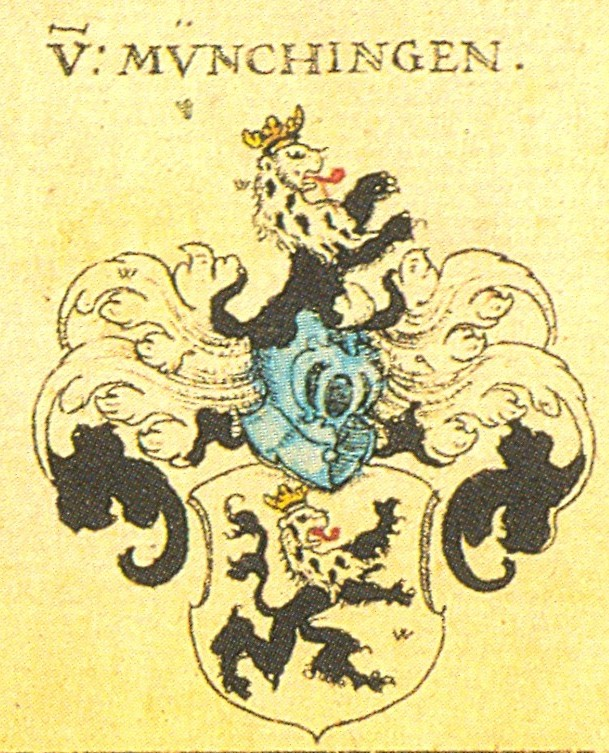
Wappen derer von Münchingen aus Johann Siebmachers Wappenbuch (1605)

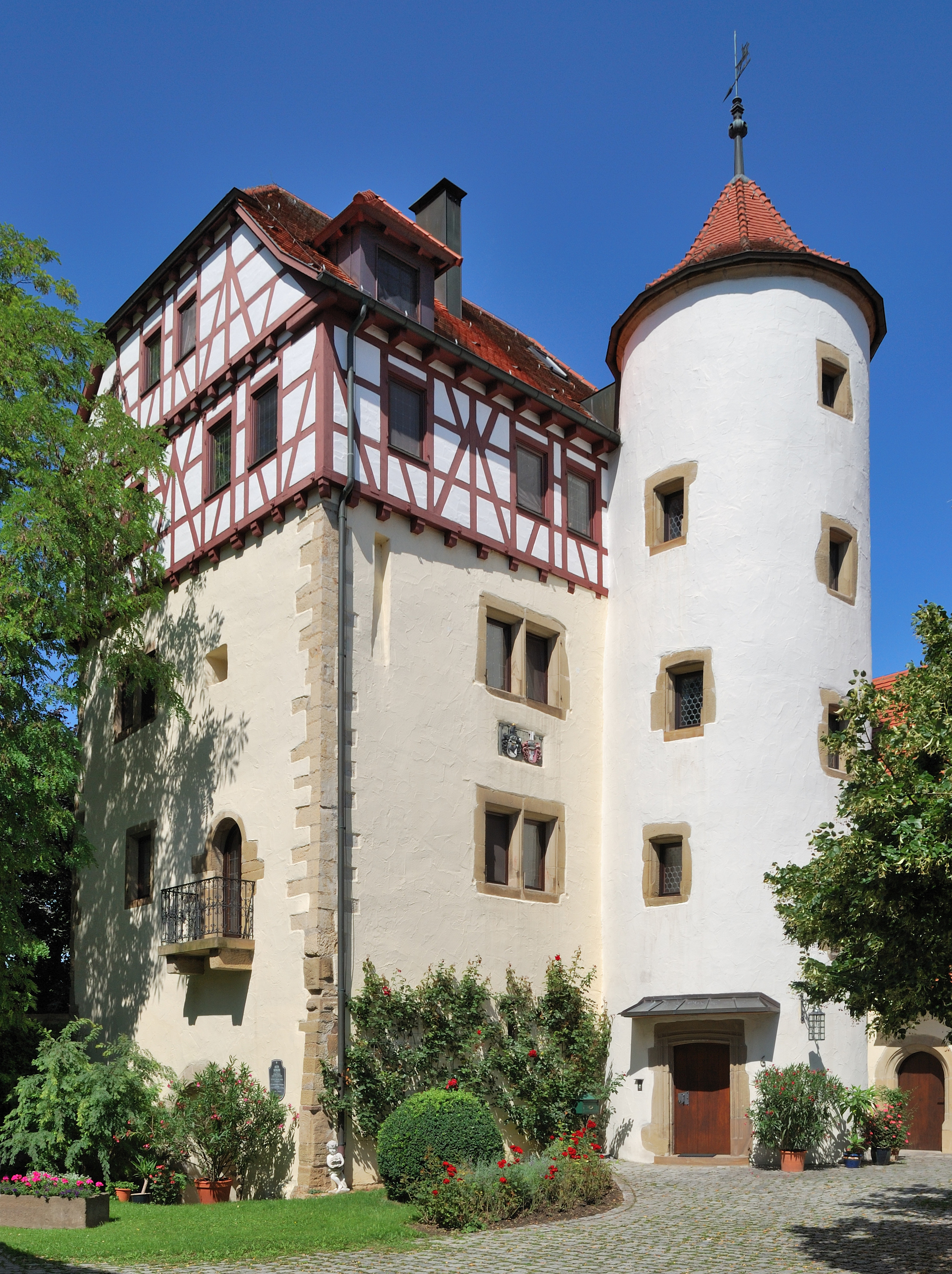
Altes Schloss in Münchingen

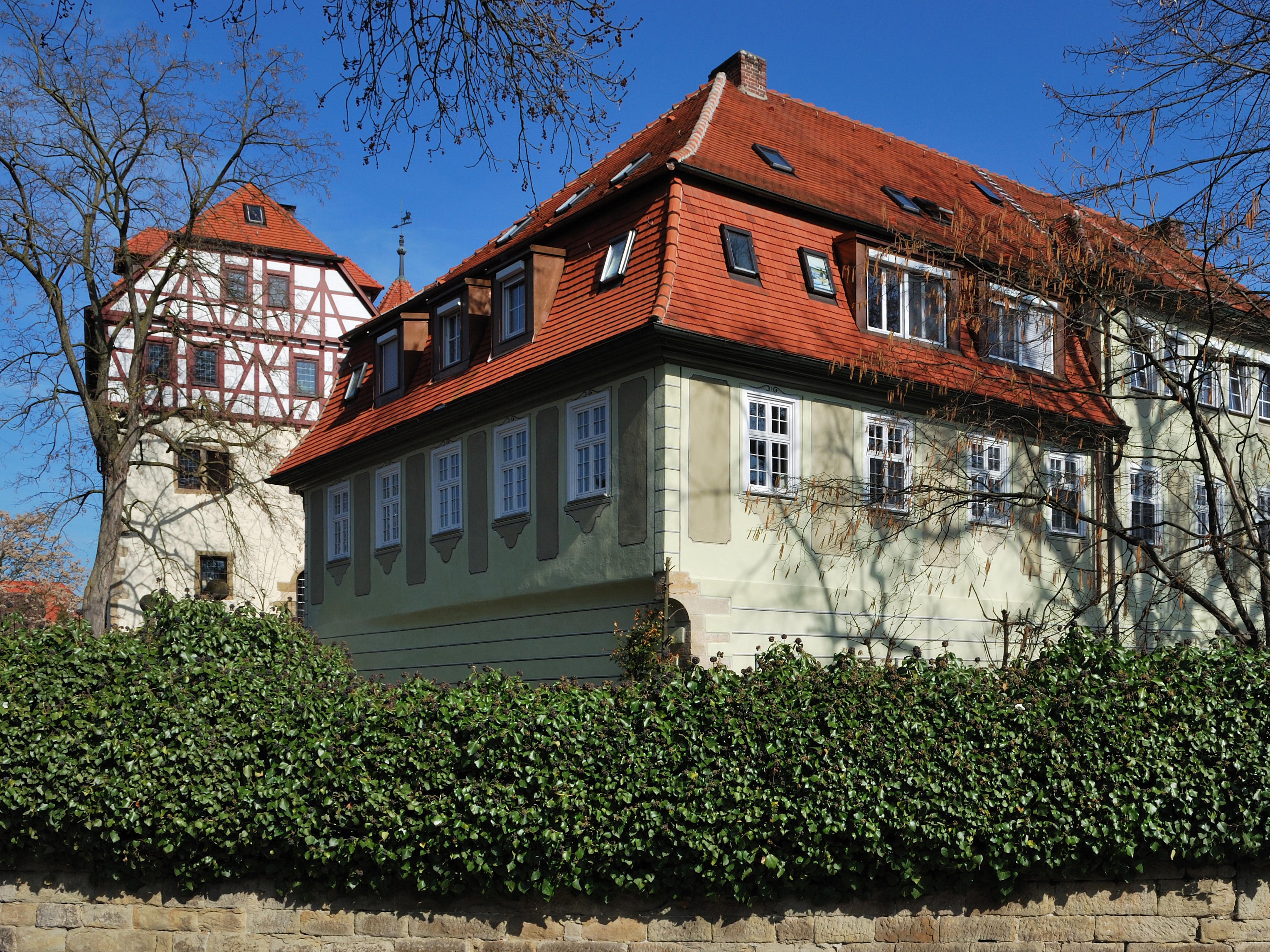
Neues Schloss in Münchingen

Münchingen ist der Name eines alten schwäbischen Adelsgeschlechtes. Die Familie gehört zum Uradel im Glemsgau.

## Geschichte

### Herkunft
Erstmals urkundlich erwähnt wurde das Geschlecht mit Rüdiger von Münchingen im Jahre 1157. Die ununterbrochene Stammreihe der Familie beginnt mit Heinrich von Münzingen genannt Keller, der um 1260 genannt wird.
Münchingen, das namensgebende Stammhaus der Familie, gehört heute zur Stadt Korntal-Münchingen im Landkreis Ludwigsburg in Baden-Württemberg. Es wurde 1130 erstmals urkundlich in der Zwiefalter Chronik erwähnt.

### Ausbreitung und Linien
Von den vier Söhnen des Stammvaters Heinrich von Münzingen konnte der zweite Sohn, Hugo Franz († 1313), den Stamm dauerhaft fortsetzen. Seine Söhne Reinhard und Werner teilten das Geschlecht in zwei Linien. Die von Werner begründete jüngere Linie erlosch 1491 mit dem Tod seines Urenkels Wilhelm. Die ältere, von Reinhard begründete Linie, wurde von seinem älteren Sohn Werner II. fortgesetzt.
Von den frühen Familienmitgliedern traten mehrere in den Dienst der Kirche, aber auch in weltliche Orden und Organisationen. Die Familienoberhäupter standen vom 14. Jahrhundert an fast ununterbrochen im Dienst des regierenden Hauses Württemberg und bekleideten einflussreiche Hof- und Militärämter. Friedrich Benjamin von Münchingen starb 1658 als herzoglich württembergischer Kammerherr und Stallmeister.
Die Nachkommen von Werner II. in der 10. Generation waren die Brüder Siegfried und Ludwig. Siegfried von Münchingen (* 1776) war königlich württembergischer Generalleutnant und Oberststallmeister. Sein Bruder Ludwig von Münchingen (* 1765) wurde großherzoglich badischer Kammerherr und Oberst. Er war zweimal verheiratet, in erster Ehe mit Charlotte von Pflugk und in zweiter Ehe mit Octavie von Flachslanden. Aus ersterer kam Amalie von Münchingen (* 1797), die 1822 den herzoglich sachsen-coburg-gothaschen Landesoberjägermeister Freiherr von Wangenheim heiratete. Aus zweiter Ehe kamen neben den drei Töchtern Antonie (* 1814), Camille (* 1819) und Adelheid (* 1823) ein Sohn, Anton (* 1823). Antonie von Münchingen heiratete 1832 den königlich württembergischen Kammerherrn und fürstlich hohenzollern-hechinger Oberforstmeister Rudolph Hiller von Gärtingen.
Der Freiherrentitel wurde von Angehörigen der Familie auf Grund der Zugehörigkeit zur schwäbischen Reichsritterschaft geführt.

### Besitzungen
Das Stammhaus Münchingen wurde Mitte des 15. Jahrhunderts gegen den in der Nähe gelegenen Rittersitz Ditzingen eingetauscht.  Im 17. Jahrhundert gelangte ein Teil ihrer Stammgüter wieder in Familienbesitz. Friedrich Benjamin von Münchingen wurde 1652 von Herzog Eberhard von Württemberg mit dem Rittergut zu Münchingen belehnt.
1397/1398 wurden Wilhelm und Hug von Münchingen je zur Hälfte mit Hochdorf (heute Ortsteil von Eberdingen) mit hoher und niederer Gerichtsbarkeit belehnt. Es blieb bis zu Beginn des 18. Jahrhunderts in Besitz derer von Münchingen. Wegen ihrer hohen Verschuldung verkauften Franz Karl von Münchingen und seine beiden Brüder Wolfgang Ludwig und Eberhard Friedrich mit herzoglichem Einverständnis ihren Hochdorfer Besitz im Jahr 1709 für 20.000 Gulden an Philipp Heinrich von Tessin.
Wegen des Besitzes von Hochdorf und von Gut und Schloss Münchingen, das 1733 an die von Harling verkauft wurde, gehörten die Herren von Münchingen im 18. Jahrhundert zur Reichsritterschaft im Ritterkanton Neckar-Schwarzwald des schwäbischen Ritterkreises. Ebenfalls im 18. Jahrhundert waren sie wegen des Besitzes bzw. Teilbesitzes von Schlossgut Bittenfeld, verkauft 1700 an die von Nettelhorst, im Ritterkanton Kocher immatrikuliert.

## Wappen

### Familienwappen
Das Wappen zeigt in Silber einen aufgerichteten, gekrönten, schwarzen Löwen. Auf dem Helm mit schwarz-silbernen Helmdecken der Löwe wachsend.

### Wappengeschichte
Das Wappen erscheint auf Abdrücken von Petschaften. In Johann Siebmachers Wappenbuch (1605) kehrt der Löwe nach links mit weißen Flämmlein an der Brust. Im Supplement zu Siebmachers Wappenbuch ist der Löwe im Schild und auf dem Helm oben weiß und unten schwarz nach links gekehrt. Bei Konrad Tyroff, Wappenbuch des gesammten Adels des Königreichs Baiern (1842), ist der obere Teil des aufwachsenden Löwen auf dem Helm mit beiden Vorderpranken silbern, der untere Teil schwarz.